# Saint-Géry, Dordogne
Saint-Géry är en kommun i departementet Dordogne i regionen Nouvelle-Aquitaine i sydvästra Frankrike. Kommunen ligger i kantonen La Force som tillhör arrondissementet Bergerac. År 2022 hade Saint-Géry 243 invånare.

## Befolkningsutveckling
Antalet invånare i kommunen Saint-Géry
Referens:INSEE